# Cécité au changement
La cécité au changement est due au mode de fonctionnement est le fait que le cerveau se fait une représentation lacunaire du monde, issue d'observations partielles. Ainsi, la représentation du monde constamment construite par le cerveau ne s'applique à modéliser des éléments que s'ils sont, a priori, importants et intéressants pour le futur. Le cerveau ne peut alors pas remarquer un changement qui a eu lieu sur un élément qu'il considère sans importance.
La « cécité » est ici au sens figuré et n'implique pas la vue, cette lacune ne vient pas de l'œil mais bien du traitement de l'information par le cerveau, et par conséquent affecte tous les sens.

## Exemples
Parmi les exemples spectaculaires on peut citer le sketch Person Swap de Derren Brown.
L'application informatique  « Change Blindness » (programmée en Java) permet de simuler le fonctionnement du cerveau et de la vue humaine avec la cécité au changement.